# Ralph W. Gerard
Ralph W. Gerard (Harvey, Illinois 1900 – 1974) was een Amerikaans neuroloog bekend als medeoprichter van de Society for General Systems Research in 1956 samen met Ludwig von Bertalanffy, Kenneth E. Boulding, James Grier Miller en Anatol Rapoport.